# Terrobittacus echinatus
Terrobittacus echinatus är en näbbsländeart som först beskrevs av Hua, Huang in Hua, Tan och Huang 2008.  Terrobittacus echinatus ingår i släktet Terrobittacus och familjen styltsländor. Inga underarter finns listade i Catalogue of Life.